# Miguel Saldaña
Miguel Ángel Saldaña Reátegui (Jesús María, Lima, 7 de enero de 1971) es un abogado, empresario y político peruano. Fue alcalde del distrito de Comas en tres periodos.

## Biografía
Miguel Saldaña nació en el distrito de Jesús María, ubicado en la provincia de Lima, el 7 de enero de 1971.
Es abogado graduado en la Universidad Nacional Federico Villarreal y se desempeña también como empresario vinculado al tema de transportes. También es propietario de Radio Comas.
Como político incursiona en las elecciones municipales del año 2002, donde luego es elegido como alcalde del distrito de Comas por Unidad Nacional, coalición política liderada por Lourdes Flores, y fue juramentado para el periodo 2003-2006.
En 2005 se afilió oficialmente a Solidaridad Nacional, partido político de Luis Castañeda Lossio, y luego en las elecciones del año 2006 fue reelegido como alcalde de Comas por Unidad Nacional para el periodo 2007-2010.
En 2010 intentó ser reelegido por segunda vez, sin embargo perdió ante el candidato Nicolás Kusunoki del partido Siempre Unidos.
Durante el proceso de revocatoria contra Susana Villarán en el año 2013, Miguel Saldaña fue uno de los principales voceros del SÍ a la revocatoria promovida por Marco Tulio Gutiérrez, exregidor municipal. Su participación fue cuestionada debido a su militancia en Solidaridad Nacional, partido político del exalcalde Luis Castañeda Lossio a quien acusaban de estar detrás del proceso de revocatoria.
En marzo del 2013, durante el debate del proceso de revocatoria convocado por el Jurado Nacional de Elecciones, Miguel Saldaña no asistió al evento junto a los demás voceros de la campaña del SÍ, quienes finalmente no tuvieron éxito en la revocatoria contra Susana Villarán.
En las elecciones municipales del año 2014, Miguel Saldaña fue nuevamente elegido como alcalde de Comas para el periodo 2015-2018.
En su tercera gestión, tuvo como objetivo el proceso de demolición del mausoleo cconstruido ilegalmente por familiares de miembros de la agrupación terrorista Sendero Luminoso.
En el año 2015, Miguel Saldaña renunció a Solidaridad Nacional tras discrepancias con Luis Castañeda Lossio debido a la falta de apoyo de su gestión en temas de limpieza.
En septiembre del 2020 se afilió a Alianza para el Progreso, partido político de César Acuña, y postuló sin éxito al Congreso de la República en las elecciones extraordinarias de ese mismo año. Postuló nuevamente a la alcaldía de Comas en 2022 y quedó en el segundo lugar tras el triunfo de Ulises Villegas de Somos Perú, lo cual luego terminó renunciando al partido en el año 2024.
Actualmente desde junio del 2024 está afiliado a Podemos Perú, partido político de José Luna Gálvez.

## Controversias
En el año 2024, el Ministerio Público incautaron las propiedades de Miguel Saldaña tras ser investigado por el delito de lavado de activos durante su gestión como alcalde.